# 傅嶽棻
傅 嶽棻（ふ がくふん）は清末民初の政治家・詩人。北京政府の要人。字は治薌。号は娟浄。

## 事跡
光緒年間に挙人となる。山西巡撫署文案に任じられた。1904年（光緒30年）以降、山西大学堂教務長、同代理総監督、京師学部総務司司長、同普通司司長などを歴任した。
中華民国成立後の1912年（民国元年）、傅嶽棻は北京政府で国務院銓叙局検事に任命される。1919年（民国8年）6月、署理教育部次長（正式就任は同年12月）となった。あわせて銭能訓内閣で代理教育総長となる。続く、龔心湛臨時内閣、靳雲鵬内閣、薩鎮氷臨時内閣でも同じ地位にあった。1920年（民国9年）8月、辞任した。
その後は、中国学院教授、河北大学教授兼系主任、北京大学教授、北京師範大学教授を歴任した。また、雑誌『湖北文徴』の編修にも関わり、詩人として詩文集も遺している。
1951年、死去。享年74。